# James Walker (kemik)
James Walker, škotski kemik, * 6. april 1863, Dundee, † 6. maj 1935.

## Odlikovanja
- Davyjeva medalja (1926)